# Panicum strigosum
Panicum strigosum là một loài thực vật có hoa trong họ Hòa thảo. Loài này được Muhl. ex Elliott mô tả khoa học đầu tiên năm 1816.